# اولپر
اولپر (به آلمانی: Ölper) یک منطقهٔ مسکونی در آلمان است که در براونشوایگ واقع شده‌است. اولپر ۱٬۴۱۱ نفر جمعیت دارد.